# Federico Sanseverino
Federico Sanseverino (Nápoles, c. 1462-Roma, 7 de agosto de 1516) fue un eclesiástico italiano, obispo y cardenal. 

## Biografía

### Familia
Federico nació en Nápoles en el seno de la Casa de Sanseverino, como uno de los numerosos hijos del conde de Caiazzo Roberto Sanseverino, destacado condottiero al servicio de los Sforza, de Génova, del papa y de Venecia.  Era sobrino nieto del duque de Milán Francesco Sforza.
La identidad de su madre no está clara: la mayoría de sus biógrafos apuntan a Giovanna da Corregio, aunque otros mencionan como tal a Elisabetta da Montefeltro, hija natural del duque de Urbino Federico de Montefeltro, que en realidad se casó con Roberto Malatesta.

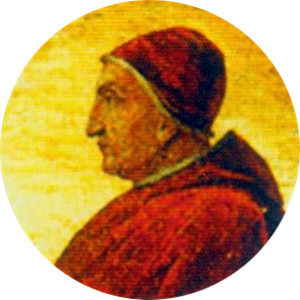
Sixto IV

### Carrera eclesiástica
Estudiante en la Universidad de París bajo el patrocinio de Luis XI.
En recompensa por los servicios que su padre prestó a la Santa Sede, a finales de 1481 el papa Sixto IV nombró a Federico administrador apostólico de la diócesis de Maillezais, en el Reino de Francia.

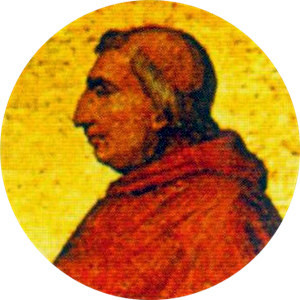
Inocencio VIII

Era protonotario apostólico y abad comendatario de los monasterios de San Bartolomeo en Novara y San Lorenzo en Cremona cuando Inocencio VIII le creó cardenal in pectore en el consistorio de 1489.  
En julio de 1492 el papa Inocencio cayó gravemente enfermo, y la víspera de su muerte publicó su creación y le concedió el título de San Teodoro.  
Acompañado de su hermano Gaspare y de una numerosa tropa de hombres armados, Sanseverino se presentó en Roma durante la sede vacante y con la intermediación del cardenal Ascanio Sforza consiguió ser admitido en el Colegio Cardenalicio para el cónclave en el que fue elegido papa Alejandro VI.

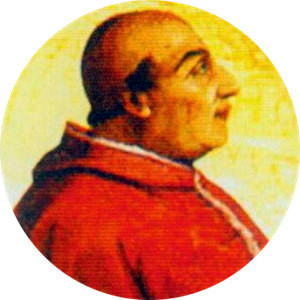
Alejandro VI

Fue administrador de la arquidiócesis de Rouen durante un breve periodo en 1493 hasta el nombramiento como obispo de Georges d'Amboise, y de Thérouanne en 1496 hasta la llegada de Felipe de Luxemburgo.  
En 1497 el papa Alejandro VI le nombró arzobispo de Vienne, pero los canónigos de la Catedral de San Mauricio ya habían elegido para el cargo a Antoine de Clermont; el pleito entre ambos candidatos duró hasta que en 1506 el parlamento de Grenoble autorizó a Sanseverino a tomar posesión de la sede.  En 1503 el papa le nombró legado en Bolonia, pero la oposición del senado presidido por Giovanni Bentivoglio y la muerte del papa dejaron el nombramiento sin efecto.  
Participó en los cónclaves de septiembre y octubre de 1503 en los que fueron elegidos papas Pío III y Julio II y desde 1505 fue también administrador de Novara.

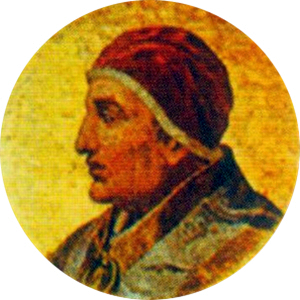
Pío III

Sin embargo su vida en Roma estuvo lejos de la ejemplaridad que como prelado debía dar: fue uno de los cardenales que varios siglos después algunos autores calificaron de "mundanos y aseglarados", más aficionados a las fiestas, la caza, el juego y el lujo que a la vida religiosa, como lo fueron sus contemporáneos Ascanio Sforza, Giovanni Battista Orsini, los tres Della Rovere (Giuliano, Girolamo y Domenico), Rafaelle Riario, Giovanni Giacomo Schiaffinati, Lorenzo Cibo o Antonio Pallavicino, y como el mismo Rodrigo Borgia antes de su ascenso al pontificado.

### El concilio de Pisa

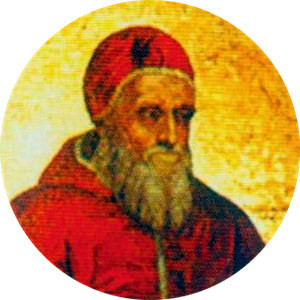
Julio II

En 1508 había empezado la guerra de la Liga de Cambrai: los Estados Pontificios, Francia, Aragón y el Sacro Imperio Romano Germánico se habían aliado para recuperar las plazas de la Romaña que habían quedado en poder de la República de Venecia tras la muerte de Alejandro VI y su hijo César Borgia, pero dos años después los bandos habían cambiado y Julio II estaba enfrentado a Luis XII de Francia, que se estaba haciendo demasiado poderoso en Italia.  

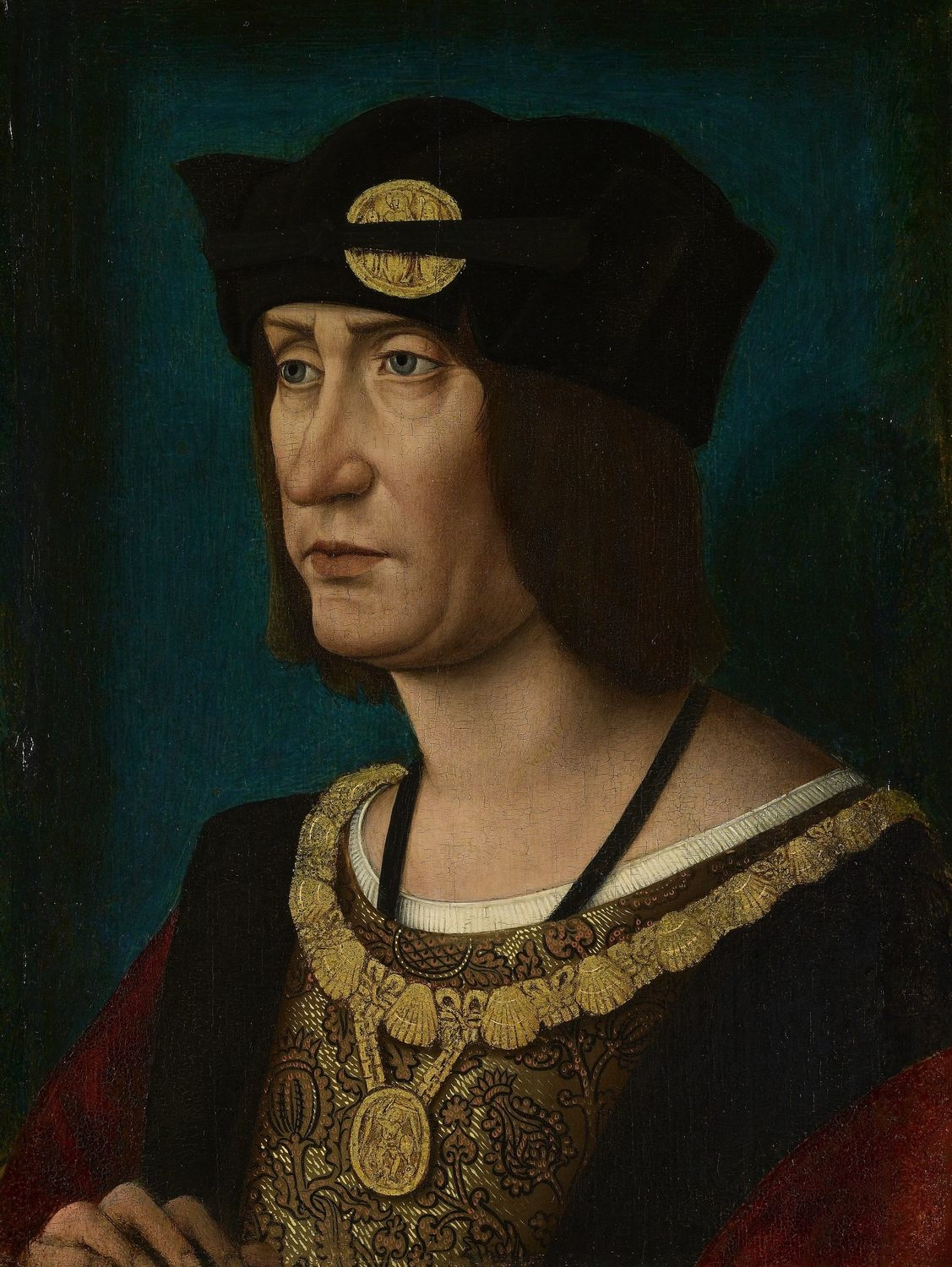
Luis XII

Como medida de presión, bajo el patrocinio del rey francés y del emperador Maximiliano I se convocó el Concilio de Pisa en el que los cardenales Sanseverino, Briçonnet, Carvajal, Borja y De Prie pretendieron deponer al papa.  
Julio II excomulgó como cismáticos a todos los participantes y les destituyó de sus beneficios eclesiásticos, y como contrapartida convocó el Concilio de Letrán V.  El de Pisa, trasladado después a Milán, Asti y Lyon, fue perdiendo fuerza hasta disolverse por falta de apoyos.
Cuando murió Julio II, Sanseverino salió hacia Roma, pero fue arrestado en Pisa y conducido a Civita Vecchia. sin derecho a participar en el cónclave de 1513 en el que fue elegido papa León X.  

### Pontificado de León X

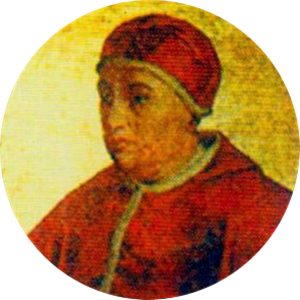
León X

El 14 de junio de 1513 Sanseverino y Carvajal dirigieron desde Florencia una declaración pública en la que ambos se retractaban de su participación en el concilio de Pisa, y el día 27 la repitieron presencialmente ante el  concilio de Letrán V en presencia del notario Jacopo Sadoleto. Ese mismo día León X les absolvió de la excomunión y les restituyó en su dignidad cardenalicia.  
Ese mismo año optó por el título de Sant'Angelo in Pescheria y fue cardenal protodiácono.
Muerto en Roma en 1516 a los cincuenta y tantos años de edad, fue sepultado en Santa María en Aracoeli sin memoria fúnebre.